# Dongxihu
Dongxihu är ett stadsdistrikt i provinshuvudstaden Wuhan i Hubei-provinsen i centrala Kina.